# جنوب آفریقا

جنوب آفریقا

جنوب آفریقا بخش جنوبی قاره آفریقا است. مرزهای دقیقی برای این ناحیه تعریف نشده‌است.

## کشورهای جنوب آفریقا
- آنگولا
- بوتسوانا
- لسوتو
- ماداگاسکار
- مالاوی
- موریس
- موزامبیک
- نامیبیا
- اسواتینی
- تانزانیا
- زامبیا
- زیمبابوه
- آفریقای جنوبی

در تقسیم‌بندی سازمان ملل متحد، کشورهای زیر در جنوب آفریقا قرار دارند:
- بوتسوانا
- لسوتو
- نامیبیا
- اسواتینی
- آفریقای جنوبی

## جغرافیا

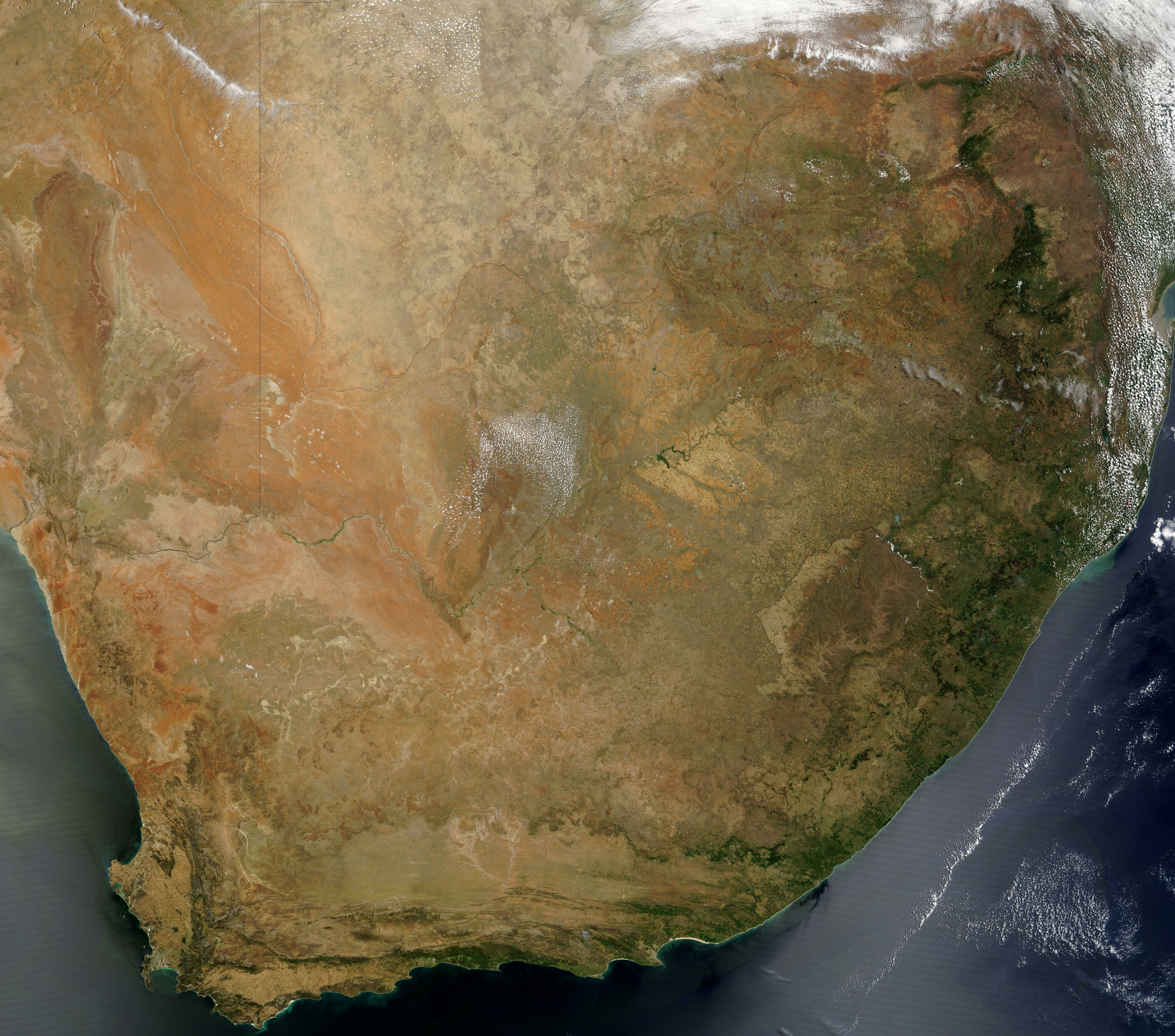
تصویربرداری ماهواره‌ای از جنوب آفریقا

این منطقه دارای جغرافیای متنوعی، از جنگل و چمنزار تا صحراست و شامل مناطق پایینتر از سطح دریا و نیز کوهستان است.
این منطقه دارای بزرگ‌ترین ذخایر پلاتین و عناصر گروه پلاتین شامل کروم، وانادیوم و کوبالت و نیز اورانیوم، طلا، تیتانیوم و الماس در دنیاست.

## اقتصاد
این ناحیه از منظر مواد صادراتی یادشده، با سایر مناطق قاره متفاوت است؛ اما در خصوص مشکلات آن، اشتراکات زیادی دارد. علاوه بر استعماری که آثار تاریخی خود را بر توسعه این قاره به جای گذاشته‌است، امروزه، فقر، فساد و ایدز، تبدیل به مهم‌ترین موانع رشد اقتصادی شده‌اند. همانگونه که از جانب SADC بیان شده‌است، پایداری اقتصادی و سیاسی از مهم‌ترین اهداف در این منطقه است. کشور آفریقای جنوبی از نظر رشد اقتصادی، با اختلاف بسیار، قدرت بلامنازع منطقه است و تولید ناخالص داخلی آن به تنهایی از مجموع تولید ناخالص داخلی سایر کشورهای منطقه خود به مراتب بیشتر است.

## سیاست
اکثر کشورهای آفریقایی که دارای نظامی برپایه دموکراسی هستند، واقع در ناحیه جنوب آفریقا هستند. مانند: آفریقای جنوبی، لسوتو، نامبیا و بوتسوانا

## محیط زیست

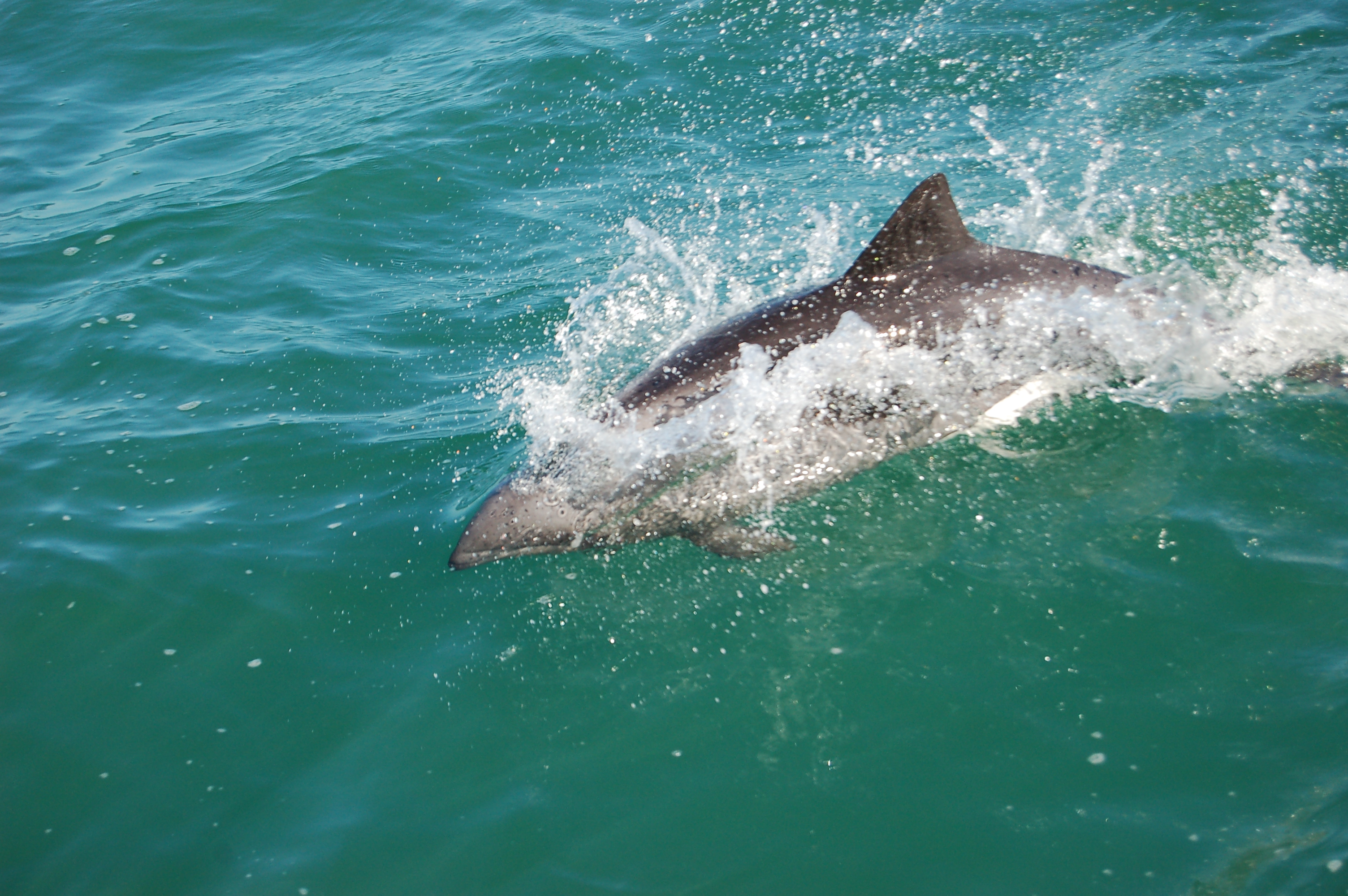
دلفین جنوب آفریقا

جنوب آفریقا از نظر نواحی بوم شناختی گستردگی فراوانی دارد: چمن زارها، بوشولدها(Bushvelds)، کاروها (Karoos)، گرمدشتها (Savannas) و رودکناری‌ها (Riparian zones). هرچند به دلیل از دست دادن زیستگاه (ناشی از تراکم جمعیت انسانی یا توسعه صادرات محور)، اختلال قابل توجهی در برخی مناطق به وجود آمده‌است، هنوز گونه‌های وحشی متنوعی به جای مانده‌اند: کرگدن سفید، شیر، پلنگ، ایمپالا (Impala)، کودو (Kudu)، کل یالدار آبی‌رنگ (Blue wildebeest)، میمون وروت (Vervet monkey) و فیل. این فلات پیچیده باعث شده‌است ساختار کوهستانی عظیمی در مرزهای جنوب آفریقا به وجود آید.
در جنوب آفریقا معضلاتی زیست‌محیطی از جمله آلودگی هوا و بیابان زایی به وجود آمده‌است.

## فرهنگ
جنوب آفریقا خانه بسیاری از مردم است.گروه ها و قوم های بسیاری در جنوب آفریقا زندگی می کنند. و هر کدام دارای زبان های مخصوص خودشان اند.در دهه های اخیر با اسکان مردم از کشورهای های دیگر این منطقه شاهد ایجاد گروه های کوچکی از مردم اروپایی و آسیایی شده است.

## نگارخانه

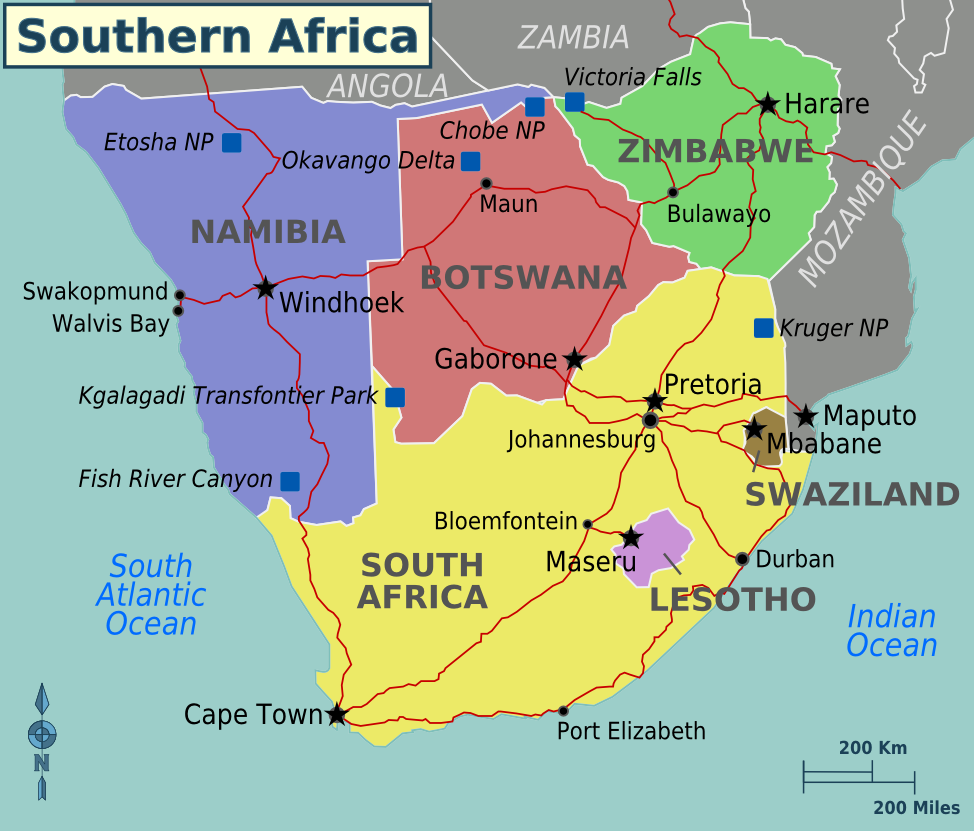
منطقه‌های جنوب آفریقا
نقشه جنوب آفریقا در سال ۱۹۶۸
نقشه طبقه‌بندی اقلیمی کوپن از جنوب آفریقا
تصاویر ماهواره‌ای جنوب آفریقا